# فلاديمير كربان
فلاديمير كربان (بالكرواتية: Vladimir Krpan)‏ هو عازف بيانو كرواتي، ولد في 11 يناير 1938.

## وصلات خارجية
- فلاديمير كربان على موقع ميوزك برينز (الإنجليزية)
- فلاديمير كربان على موقع ديسكوغز (الإنجليزية)